# M.G. Ramachandran
Maruthur Gopalan Ramachandran, ps. MGR (tamil. மருதூர் கோபாலன் இராமச்சந்திரன், malajalam മരുതൂര്‍ ഗോപാലന്‍ രാമചന്ദ്രന്‍; ur. 17 stycznia 1917 w Nawalapitiya na Cejlonie, zm. 24 grudnia 1987 w Ćennaj) – indyjski aktor i polityk, producent filmowy, filantrop i reżyser, scenarzysta oraz wydawca. Premier rządu stanowego Tamilnadu. Założyciel oraz wydawca tygodnika Thai oraz dziennika Anna. Jedna z największych gwiazd komercyjnego kina w języku tamilskim. Otaczany bezprecedensowym kultem, często równoznacznym z deifikacją, do dziś stanowi istotny punkt odniesienia w życiu politycznym, a także w kulturze południowych Indii.

## Dzieciństwo i młodość
Maruthur Gopalan Ramachandran urodził się 17 stycznia 1917 w Nawalapitiya nieopodal Kandy na Cejlonie. Jego rodzina pochodziła z Vadavannur z Kerali, wyemigrowała z Indii z inicjatywy dziadka MGR. Według informacji podawanych przez biografów był piątym dzieckiem robotnika na plantacji herbaty, Marudhara Gopalana Menona i Satyabhamy. Miał dwóch braci i dwie siostry (w tym M.G. Chakrapaniego, również związanego z kinematografią). Jego ojciec zmarł, gdy Ramachandran miał trzy lata. Rodzina opuściła następnie Cejlon i osiedliła się początkowo w Kerali, później zaś na terenie obecnego stanu Tamilnadu. Matka MGR pracowała jako pomoc domowa. Ze względu na złą sytuację materialną nie była w stanie sfinansować edukacji syna, który musiał przerwać naukę po kilku klasach (uczęszczał do Aanaiyadi School). W latach 20. M.G. Ramachandran dołączył w celach zarobkowych do wędrownej trupy teatralnej Madurai Original Boys (należeli do niej również przyszli znani aktorzy tamilscy, np. M.R. Radha czy P.U. Chinnappa). Uczył się w niej między innymi tańca i szermierki. Występował także poza granicami Indii, np. w Birmie. Doświadczenia zdobyte podczas pracy w teatrze otworzyły mu drogę do pracy w przemyśle filmowym.

## Działalność polityczna

### Do 1977
Początkowo był związany z Indyjskim Kongresem Narodowym (INC). Zafascynowany działalnością drawidyjskiego polityka Naickera (znanego jako Periyar), w 1953 wstąpił do Drawidyjskiej Federacji Postępu (DMK) (według innych źródeł w 1952). Pełnił funkcję partyjnego szefa wydziału propagandy. Był protegowanym C.N. Annaduraia, który doceniał jego zasługi w działalności agitacyjnej, a także bliskim współpracownikiem M. Karunanidhiego. Grywał we współtworzonych przez Karunanidhiego filmach, wykorzystując kino do propagowania partyjnej ideologii. W Nam Naadu (1969) zagrał na przykład oddanego swojej pracy, uczciwego urzędnika walczącego z korupcją, który postanawia zaangażować się w politykę. Pojawia się on na ekranie odziany w strój w barwach DMK, a plakaty jego kampanii wyborczej zawierają logo zbliżone do loga tej partii. Dzięki podobnym, konsekwentnie stosowanym zabiegom, Ramachandran został na stałe utożsamiony ze swoim ekranowym wizerunkiem. Zapewniło mu to ogromną popularność, zwłaszcza wśród biedoty, i wywarło znaczący wpływ na jego karierę polityczną. W latach 1962–1964 (według innych źródeł 1963–1965) zasiadał w izbie wyższej parlamentu stanu Madras. W 1967 został wybrany do Zgromadzenia Ustawodawczego Tamil Nadu, a w 1971 uzyskał reelekcję. Po śmierci Annaduraia (luty 1969) wsparł Karunanidhiego w sporze o sukcesję w DMK, w związku z czym jeszcze w 1969 przejął od niego funkcję skarbnika DMK. Aktywnie uczestniczył w kampanii przed wyborami stanowymi w 1971. Był jednym autorów sukcesu DMK w tej elekcji. Ugrupowanie to zdobyło przeszło 180 miejsc w liczącym 234 mandaty Zgromadzeniu Ustawodawczym. 10 października 1972 został wykluczony z partii za dążenie do upublicznienia informacji o jej finansach.
17 października 1972 założył nową formację polityczną, ADMK (od 1976 All India Anna Dravida Munnetra Kazhagam, Ogólnoindyjski Drawidyjski Ruch Postępowy Anny, AIADMK). Niespełna dwa miesiące po powstaniu liczyła ok. miliona członków Początkowo przyłączyło się do niej stosunkowo niewielu polityków DMK (10 posłów do Zgromadzenia Ustawodawczego oraz 3 deputowanych do Lok Sabhy). Stopniowo jednak, dzięki zręcznej polityce i wspieraniu rządu związkowego, zyskiwała coraz większe znaczenie. Po zwycięstwie w wyborach stanowych w 1977, nastąpił gwałtowny przyrost liczby jej członków, głównie kosztem DMK. Pełnił funkcję sekretarza generalnego AIADMK.

### Premier
30 czerwca 1977 jako pierwszy aktor w historii kraju stanął na czele rządu stanowego, stanowisko utrzymał również po wyborach z 1980 i 1984, wygranych przez jego ugrupowanie (z przerwą między lutym a lipcem 1980). W czasie jego urzędowania miały miejsce obchody 100. urodzin Periyara, w Maduraj odbyła się piąta światowa konferencja Tamilów (1981), AIADMK zaś jako pierwsza drawidyjska partia wprowadziła swoich reprezentantów do rządu związkowego (1979). Ramachandran znany jest również ze zmiany przepisów dotyczących prohibicji (1980) oraz zainicjowania programu zapewniającego dostęp do darmowych posiłków przeszło ośmiu milionom osób (1982). Jego rząd wdrożył również projekty zakładające dostęp do darmowej energii elektrycznej dla rolników czy dofinansowanie ceremonii pogrzebowych dalitów. Wspierał rozwój kultury, nie tylko kina, ale również muzyki czy sztuki cyrkowej. Wiąże się go także z rozwojem szkolnictwa wyższego na terenie stanu. Zainicjował powstanie Tamil University (1981), The Tamil Nadu Dr. MGR Medical University oraz Mother Teresa Women’s University (1984). Planował uczynić Trichy drugim miastem stołecznym Tamil Nadu. Aż do dzisiaj jednak, status stanowej stolicy posiada wyłącznie Ćennaj.
Patronował karierze politycznej Jayaram Jayalalithy, która ostatecznie w 1989 zwyciężyła w sporze o władzę w AIADMK, jaki wybuchł po śmierci Ramachandrana.
Krytycy MGR wskazują, że jego rządy charakteryzowały się dążeniami centralizacyjnymi, co z kolei w znacznej mierze sprzyjało korupcji i wpływało na niską wydolność stanowych instytucji. Ogromne wydatki na cele socjalne przyczyniły się natomiast do spowolnienia gospodarczego. Zarzuca mu się również doprowadzenie do nadmiernego wzrostu roli policji, pojawiały się też oskarżenia o korupcję (od 1980). Niekiedy określa się go mianem populisty.
Utrzymywał przyjazne, choć naznaczone pewnym dystansem stosunki z Velupillai Prabhakaranem, przywódcą Tygrysów Wyzwolenia Tamilskiego Ilamu (LTTE). Pozwalał na funkcjonowanie na terenie Tamil Nadu obozów treningowych tej organizacji, mimo nacisków ze strony Indiry Gandhi, która domagała się ich likwidacji. Wielokrotnie spotykał się z liderem Tamilskich Tygrysów (między innymi w 1984 i w lutym 1985), przekazywał mu również znaczne sumy pieniędzy (ok. 4 milionów dolarów). Uznawał jego organizację za siłę przeciwstawiającą się uciskowi; gdy prezydent Sri Lanki Junius Richard Jayewardene nazwał Tygrysy prywatną armią Ramachandrana ten stwierdził, że gratuluje im sukcesów i zapewnił o swoim dalszym poparciu.
Swoją pozycję polityczną w znacznym stopniu budował samodzielnie, wielokrotnie dystansując się od formacji, do której w danym momencie należał. Jego wyborcy często nie popierali żadnego ugrupowania, a swoją decyzję wyborczą wiązali ze swoiście pojętą lojalnością wobec popularnego aktora. Ze względu na spektakularne rozmiary swego politycznego sukcesu bywa uznawany przez analityków za fenomen. Zestawia się go czasem z N.T. Rama Rao, czołowym aktorem Tollywood, który również zdyskontował swoją kinową popularność w życiu politycznym. Działania i osobowość MGR wciąż stanowią istotny punkt odniesienia w tamilskim dyskursie publicznym. Część komentatorów twierdzi nawet, że każde skuteczne i przynoszące korzyści polityczne działanie w Tamil Nadu musi w jakiś sposób nawiązywać do Ramachandrana.
Badania przeprowadzane wśród mieszkańców Tamil Nadu, wykazują, że okres rządów Ramachandrana jest przez nich postrzegany jako wyjątkowo pomyślny. Niektórzy określają go nawet jako złoty okres. W przywoływanych w źródłach opiniach często pojawiają się wzmianki o niezmiernej hojności i miłości uosabianej przez MGR. Głosy tego typu pochodzą w szczególności od respondentów o niskim statusie materialnym. Wskazuje się również, iż jednym z elementów składowych popularności MGR jest utrzymujące się w społeczeństwie przekonanie o jego zainteresowaniu codziennymi sprawami każdego Tamila. Podawane są przykłady dwunastoletnich dzieci uważających Ramachandrana za ojca bądź całych rodzin traktujących go jak starszego, troskliwego brata.

## Działalność artystyczna
Zadebiutował w filmie Sati Leelavathi (1936, według innych źródeł 1935) w reżyserii Ellisa R. Dungana. W ciągu następnej dekady grywał role drugoplanowe. Status gwiazdy przyniosła mu rola w Raja Kumari (1947), obrazie uznawanym za jeden z najbardziej udanych w historii indyjskiego kina. Wystąpił także w pierwszym tamilskim filmie kolorowym, Alibabavum Narpatha Thirudargalum (1956). Z dużym powodzeniem działał również jako reżyser i producent. Nadodi Mannan (1958), zawierający często bezpośrednie odwołania do polityki, odniósł ogromny sukces. Bywa określany jako rewolucyjny dla kina tamilskiego. Wskazuje się, że wyznaczył nowe standardy jeśli chodzi o sposób narracji czy rozwiązania techniczne. Cieszył się powodzeniem w Birmie, na Sri Lance, w Malezji czy krajach Dalekiego Wschodu. Ulagam Sutrum Valiban (1973) również został dobrze przyjęty poza Indiami, wyświetlany był w kinach w Malezji, Singapurze, Hongkongu, Tajlandii oraz Japonii. MGR zdobył szczególną popularność kreując się na obrońcę interesów ludzi ubogich. Grywał najczęściej bohaterów będących uosobieniem wszelkich cnót, niepijących, niepalących, a także oddanych cierpiącej rodzinie. Często, zwłaszcza w produkcjach podejmujących problematykę społeczną, jawił się jako młody gniewny prowadzący zwycięską walkę z przeciwnościami losu. Bywał również przedstawiany jako niezwykle sprawny fizycznie, dysponujący nadludzką siłą i umiejętnościami. Zakończenie zdecydowanej większości filmów z jego udziałem miało wyraźnie moralizatorski wydźwięk, a fabuła – z reguły również pozytywne zakończenie. W jednym z wywiadów stwierdził, że jego zadaniem jako aktora jest pokazywanie jak ludzie powinni żyć i w co wierzyć. W innym natomiast dał wyraz swemu głębokiemu przekonaniu o nierozłączności czy też niemal identyczności sztuki i polityki. Stwierdził, iż sztuka i polityka to dwie strony tej samej monety.
Wielokrotnie partnerował Jayaram Jayalalicie – wystąpił z nią w przeszło 25 filmach. Uważa się, że była ona miłością jego życia, niektóre źródła nazywają ją kochanką MGR, inne zaś podają, że przez część Tamilów była uznawana za jego żonę. Często występował także z Saroją Devi oraz z Lathą. Te trzy aktorki bywają określane, przez fanów MGR, jako szwagierki. Współpracował również z N. S. Krishnanem, znanym, oprócz ról komediowych, także z szeroko zakrojonej działalności dobroczynnej oraz zaangażowania w życie polityczne. Po przedwczesnej śmierci NSK (1957) otoczył opieką jego rodzinę, natomiast już jako premier podkreślał zasługi Krishnana dla społeczeństwa.
Wokalistą, który podkładał głos do wielu piosenek filmowych z jego udziałem był T.M. Soundararajan. Współpracował w tym względzie również z S.P. Balasubrahmanyamem czy K.J. Yesudasem. Twórcami tekstów utworów z jego filmów byli między innymi Vaali, Pulamaipithan i Kannadasan. Ten ostatni po objęciu przez MGR urzędu premiera otrzymał tytuł poeta laureatus. Piosenki filmowe odegrały istotną rolę w kształtowaniu wizerunku Ramachandrana, zarówno artystycznego, jak i politycznego. Po ogromnym sukcesie Yethanai kaalamthan yematruvar z Malaikallan (1954) zdecydował, że zawsze mają mieć podobny przekaz, korespondujący, między innymi, ze zdobytą przezeń reputacją wielkiego filantropa.
Zdominował tamilski przemysł filmowy na przestrzeni przeszło 25 lat. Pozycji Ramachandrana nie zagroził nawet zamach na jego życie z 12 stycznia 1967. Dokonał go M. R. Radha, aktor często wcielający się w role czarnych charakterów. Wydarzenie to wpłynęło na dykcję MGR. Zdobył nagrodę National Film Award dla najlepszego aktora za rolę w Rickshawkaran (1972). Zakończył karierę filmową krótko po objęciu stanowiska premiera. Stanowi źródło inspiracji dla wielu filmowców tamilskich, między innymi Vijaykantha, Kamala Hasana, K. Bhagyaraja, Rajinikantha i Vijaya. Jeden z czołowych aktorów komercyjnego kina hindi, Amitabh Bachchan podkreśla swój ogromny szacunek do MGR, w jednym z wywiadów nazwał go wielką osobowością. Ze względu na znaczne zyski, które przynosiły i przynoszą filmy z jego udziałem bywa określany mianem cesarza box office.
Opublikował autobiografię Naan Yen Piranthen. Początkowo ukazała się ona w tygodniku Ananda Vikatan (1970–1972). W formie książkowej wydano ją w 2003.

## Działalność społeczna i wydawnicza
Wielokrotnie udzielał wsparcia poszkodowanym w wyniku katastrof naturalnych. Podczas wojny indyjsko-chińskiej (1962) wpłacił 75 tysięcy rupii na fundusz wojenny. W 1953 założył w Kodambakkam szkołę, mającą oferować darmową edukację i wyżywienie dzieciom pracowników przemysłu filmowego. Wspierał również budowę sierocińców i rozmaitych placówek edukacyjnych. Sam siebie postrzegał jako obrońcę ubogich, czemu dawał wyraz także poprzez jednorazowe spektakularne gesty czy działania. Po intensywnych opadach deszczu, które miały miejsce w Ćennaj, zakupił pewnego razu 6000 płaszczów przeciwdeszczowych i rozdysponował je między rykszarzy.
Przewodniczył Thenindhiya Nadigar Sangam – południowoindyjskiemu stowarzyszeniu artystów filmowych (1958-1961). Założył i wydawał tygodnik Thai oraz dziennik Anna.

## Problemy zdrowotne i śmierć
Był diabetykiem. Odmawiał stosowania się do zaleceń lekarzy i nawet gdy stan jego zdrowia wyraźnie się pogorszył nie przywiązywał większej wagi do swej kondycji fizycznej. W październiku 1984 przeszedł zawał serca. Stwierdzono u niego niewydolność nerek. Zgodnie z opinią specjalistów ze Stanów Zjednoczonych i Japonii udał się do Nowego Jorku. 6 października 1984 został przyjęty do szpitala Apollo. 16 października 1984 przeżył udar mózgu. 4 listopada został przyjęty do szpitala na Brooklynie, gdzie 19 grudnia przeszczepiono mu nerkę (dawcą była jego bratanica Leelavathi). W lutym 1985 powrócił do Ćennaj. Jego choroba i związany z nią długotrwały wyjazd z kraju wywołały masową histerię w Tamil Nadu. Przeszło 100 osób usiłowało dokonać samospalenia. 22 osoby natomiast obcięły sobie kończyny lub palce, ofiarowując je jako wotum w intencji powrotu premiera do zdrowia. M.G. Ramachandran zmarł 24 grudnia 1987 w Ćennaj. Zgon gwiazdora spowodował zamieszki, w wyniku których splądrowano i zniszczono wiele budynków. Tylko w dniu pochówku aktora zginęło w nich 29 osób (według innych źródeł 23 osoby). 47 funkcjonariuszy policji odniosło poważne obrażenia. Przeszło 30 osób popełniło samobójstwo, zdarzały się również przypadki samospaleń.

## Życie prywatne
Był niezwykle mocno związany z matką, wzniósł świątynię ku jej czci (w Ramavaram Garden). Na jej pamiątkę studio producenckie, którego był właścicielem nazwał Sathya Studios. Bliski współpracownik MGR, R.M. Veerappan, stwierdził, że wywarła ona ogromny wpływ na gwiazdora, w sposób decydujący kształtując jego wizerunek artystyczny, następnie zaś również styl uprawiania polityki. Trzykrotnie wstępował w związek małżeński. Pierwsza małżonka, Bargavi, zmarła w młodości (kwiecień 1942), trzy miesiące po ślubie, druga, Sathanandavathi (poślubiona w czerwcu bądź lipcu 1942), zmarła na gruźlicę (w 1962). Trzecia, V.N. Janaki (1923–1996), również była stanowym premierem (1988). Wszystkie małżeństwa pozostały bezdzietne, MGR adoptował jednak Appu, syna Janaki z pierwszego małżeństwa.

## Odznaczenia, wyróżnienia i nagrody
- Order Bharat Ratna[120] (pośmiertnie, 25 stycznia 1988)[121][122]
- Padma Shri (1960, odmówił przyjęcia)[123]
- Doktorat honorowy Madras University (1983)[124]
- Doktorat honorowy The World University, Arizona (1974)[125][126][127]
- National Film Award dla najlepszego aktora za Rickshawkaran (1972)[128][129]
- Filmfare Award dla najlepszego filmu tamilskiego za Adimai Penn (1969)[124][130]
- Filmfare Award dla najlepszego aktora tamilskiego za Enga Veettu Pillai (1965)[127]
- Tamil Nadu State Film Award za Kavalkaran (1967)[124][130]
- Tamil Nadu State Film Award za Kudiyurindha kovil (1968)[124][130]}
- Tamil Nadu State Film Award za Adimai Penn (1969)[124][130]}
- Tamil Nadu State Film Award dla najlepszego filmu za Maduraiyai Meetta Sundarapandian (1978)[124][130]
- Nagroda fanów za Alibabhavum Narpathu Thirudargalum (1956)[124][130]
- Nagroda rządu związkowego za Malai kallan (1954)[124][130]

## Kult, popularność i upamiętnienie
Jest jednym z najbardziej fanatycznie wielbionych aktorów indyjskich. Kult MGR miał początkowo zabarwienie świeckie, częściowo nawet ateistyczne, później stopniowo zaczął przybierać charakter sakralny. Podczas seansów filmów z jego udziałem odprawia się często specjalne ceremonie religijne, natomiast jego portrety bywają umieszczane na domowych ołtarzach. Wielu uznaje go jednoznacznie za boga. Czasem zestawiany jest z Ramą czy Kryszną, a także z Buddą. Funkcjonują świątynie poświęcone Ramachandranowi (otwarte między innymi w 1984 i 2011). Jego pomniki są umieszczane również w innych miejscach kultu. Rocznice urodzin Ramachandrana bywają okazją do rytualnych tańców czy palenia kadzideł. W niektórych tamilskich wioskach żywe jest przekonanie, iż MGR wciąż żyje, bądź, że jest nieśmiertelny. W źródłach pojawia się termin MGRizm na określenie kultu, w którym zajmuje on centralną pozycję. Fenomenowi jego deifikacji poświęcono kilka opracowań naukowych.
W 1970 otrzymał propozycję zagrania głównej roli w filmie Yesunathar (Jezus Chrystus). Po około miesiącu odmówił, bowiem w niektórych tamilskich wsiach zaczęto go utożsamiać z Chrystusem, używano również jego stylizowanych na Jezusa wizerunków w celach religijnych.
Pierwszy fanklub Ramachandrana powstał w 1954. Utworzone w 1954 World MGR Fan Association ma trudną do określenia liczbę oddziałów, które obok zwykłej działalności fanowskiej prowadzą również działalność polityczną i społeczną. Szacuje się, że w trakcie tworzenia struktur AIADMK przeszło 10 000 fanklubów przekształciło się w komórki partyjne. Do dziś wielu czołowych działaczy wywodzi się bądź nadal jest związana ze środowiskiem fanklubów. Ogólna liczba wszystkich manrams Ramachandrana jest dość trudna do określenia, w zależności od źródła i okresu mówi się, między innymi, o 20 000 i 27 000. W 1984 India Today podawało, że w przeszło 15 000 oddziałów zrzeszonych jest ok. 1,8 mln osób. Sam MGR stwierdził, że między fanklubem a partią polityczną nie ma żadnej różnicy. Obecnie funkcjonuje wiele tysięcy fanklubów aktora (także poza granicami Indii, między innymi na Sri Lance, w Singapurze, Wielkiej Brytanii, USA, Malezji, Francji, Kanadzie i innych krajach, w których istnieją społeczności tamilskie). Ich członkami są w większości osoby urodzone już po śmierci Ramachandrana.
Filmy z jego udziałem są nieustannie odtwarzane w kinach czy teatrach na terenie całego Tamil Nadu, emituje się je również w telewizji. Tylko w Coimbatore w 2012 w 4 teatrach odbyły się 53 seanse, z których kilka trwało kilkanaście dni. Od stycznia do grudnia 2006 wyświetlono łącznie 38 jego filmów, podczas pokazów, które odbyły się w przeszło 100 kinach czy teatrach. Tylko w październiku i listopadzie 2007 Adimai Penn wyświetlono w 15 różnych miejscach, organizując przeszło 60 seansów. W 2008 wyświetlono 33 filmy z jego udziałem, organizując seanse w 102 miejscach. W kolejnych latach odpowiednio – w 2009 28 filmów w 83 miejscach, w 2010 – 37 filmów w 108 miejscach. W 2010 różne stacje telewizyjne wyemitowały łącznie 69 filmów Ramachandrana. W 2009, między innymi, Sun TV, Jaya TV, Kalaignar TV i Raj TV, wyemitowały przeszło 60 filmów MGR. W 2012 tylko w Maduraju zorganizowano 86 seansów.
Poświęcone są mu profile w serwisach Facebook, Twitter czy Google+ oraz kanały w serwisie YouTube. Funkcjonują również opisujące różne aspekty jego życia i działalności blogi i strony internetowe. Twórczość i sylwetka Ramachandrana są również tematami dyskusji na forach internetowych.
Mauzoleum z nim związane (otwarte w 1990) stanowi cel pielgrzymek, natomiast na teren samego kompleksu, na znak szacunku, wchodzi się boso. Pogrzeb Ramachandrana zgromadził przeszło dwa miliony (w niektórych publikacjach mówi się nawet o przeszło czterech milionach) żałobników, czyli więcej niż było obecnych na ceremonii pogrzebowej Gandhiego.
Zyskał szereg przydomków, między innymi: Nauczyciel (Vadiyar), Starszy Brat, Złote serce (Tanga manasu), Syn naszego domu (Enga veettu pillai), Przyjaciel ubogich, Idol mas (Makkal Thilagam), Rewolucyjny Aktor (Puratchi Nadigar), Ukochany Wielki Rewolucjonista,  Nruthiya Chakravarthi, Kalaivendhan czy Rewolucyjny Lider (Puratchi Thalaivar). Bywa nazywany Indyjskim Reaganem.
Istnieją (bądź istniały) liczne pomniki i popiersia upamiętniające Ramachandrana, między innymi:
- w Indiach (np. w zabudowaniach parlamentu związkowego w Nowym Delhi[184] oraz w Ćennaj[185], Aranthangi, Kottaipattinam, Avudaiyarkovil[186], Kotagiri[187], Mandhakarai[188], Rasipuram[189], Cherankulam[190], Kumily[191], Karimangalam[192], Puducherry[193] oraz kilka w Maduraju[154]).
- w Malezji[194] (w Penangu)[195]
- na Sri Lance[196] (np. w Dżafnie, Valvetiturai, Passaiyoor i Kurunagarze[197])

O Ramachandranie opowiada film Iruvar (1997) w reżyserii Mani Ratnama. W postać gwiazdora wcielił się Mohanlal, czołowy aktor współczesnego kina tworzonego w malajalam.
W 1990 wydano znaczek pocztowy z wizerunkiem MGR (w nakładzie 1 mln egzemplarzy).
Imieniem gwiazdora nazwano ulicę w Ćennaj oraz uniwersytet medyczny i college w tym samym mieście. W 1988 powołano MGR Memorial Trust. Ramachandran patronuje także, związanemu z rządem stanowym, M.G.R. Government Film and Television Institute oraz miasteczku filmowemu MGR Film City i Dr. M. G. R. Home and Higher Secondary School for the Speech and Hearing Impaired czy Dr. M.G.R. Educational and Research Institute. Poświęcono mu tablicę pamiątkową w Ćennaj.
Istnieją upamiętniające aktora nagrody filmowe, przyznawane przez rząd stanowy: MGR Award oraz MGR-Sivaji Award.
Opowiadają o nim liczne utwory poetyckie, publikowane na przestrzeni lat zarówno w formie książkowej (np. Poems I call MGR an Angel, Nenjil Adum Deepam, 1984), w prasie (np. Ilustrated Weekly of India, Ithayakani MGR), jak i w internecie. Wśród autorów tych wierszy można znaleźć stanowych polityków, ale również cenionych literatów. Poświęcono mu też sztuki teatralne (np. Paripurana Avadharam, 1985). Ukazują się bądź ukazywały się poświęcone mu pisma i periodyki (np. Nalai Namathey, Urimaikural MGR). Jego postać była również tematem publikacji w wielu innych tytułach prasowych (m.in. Thamizgha Arasial, Thuglaq, Kalki, The Times), w tym w niemal każdym piśmie publikowanym w języku tamilskim.
Organizuje się poświęcone mu festiwale i wydarzenia kulturalne. W wydarzeniach tego typu uczestniczą aktorzy współpracujący z MGR, pisarze, a także członkowie jego rodziny. Czasem przewodniczą im politycy. Bywają one okazją do organizowania wystaw fotografii przedstawiających Ramachandrana. Bywa też przedstawiany na muralach.
Działa również związane z nim muzeum. Wśród prezentowanych tam eksponatów można znaleźć fotografie dokumentujące przebieg kariery aktorskiej MGR, przedmioty odnoszące się natomiast do jego kariery politycznej to np. zdjęcia z Periyarem, Indirą Gandhi, C.N. Annudaraiem czy NTR.
Do MGR nawiązywało bądź nawiązuje w nazwie wiele tamilskich ugrupowań politycznych. Przez kilka lat funkcjonowała mała drawidyjska partia polityczna, MGR Anna Dravida Munnetra Kazhagam, kierowana przez S. Thirunavukkarassu, działa także MGR Kazhagam, również sytuująca się wśród formacji odwołujących się do ideologii drawidyjskiej. W wyborach stanowych z 2011 startowała natomiast MGR Thonderkal Katchi. Można wymienić jeszcze: Anaithindhia MGR Katchi, MGR Munnetra Kazhagam, MGR-SSR Latchiya Dravida Munnetra Kazhagam czy MGR Makkal Munnetra Kazhagam. Partyjna gazeta AIADMK nosi tytuł Dr. Namathu MGR.

## Teatrografia

### Aktor
- Advocate Amaran
- Sumaithangi
- Idiantha Kovil
- Kalvanin Kathali
- Inba Kanavu
- Mahabaratham
- Ramayanam
- Rathanavalli
- Dasavatharam
- Nalathangal
- Rajendren
- Mahabaratham
- Kathar bathi
- Kathirin Vetri
- Pathi bakthi
- Desa Bakthi
- Desiya Kodi
- Governers Cup
- Bombay Mail
- Rajammbal
- Chandrakantha
- Mohana Sundram
- Kovalan
- Karrpin Vetri
- Pavala Kodi
- Valli Thirumanam
- Sathiyavan Savithri
- Pagaivanin Kathali

Źródła:

## Filmografia

### Aktor

#### Filmy w języku tamilskim
- 1991: Nallathai Nadu Ketkum (zawiera pewną ilość ujęć z MGR, sam aktor pracował nad tym filmem jedynie 2 dni)[239]
- 1990: Avasara Police 100 (zrealizowany na podstawie nieukończonego obrazu z 1977)[240]
- 1977: Indru Pol Endrum Vazhga
- 1977 (lub 1978): Maduraiyai Meeta Sundara Pandian[241]
- 1977: Meenava Nanban
- 1977: Navarathnam
- 1976: Needhikku Thalai Vanangu
- 1976: Oorukku Uzhaippavan
- 1976: Uzhaikum Karangal
- 1975: Idhayakkani
- 1975: Nalai Namadhe
- 1975: Ninaithathai Mudippavan
- 1975: Pallandhu Vazhga
- 1974: Netru Indru Nalai
- 1974: Urimai Kural
- 1973: Pattikatu Ponnaiah
- 1973: Ulagam Sutrum Valiban
- 1972: Annamitta Kai
- 1972: Idaya Veenai
- 1972: Naan En Pirandein
- 1972: Nalla Neram
- 1972: Raman Thediya Seethai
- 1972: Sangey Muzhangu
- 1971: Kumari Kottam
- 1971: Neerum Neruppum
- 1971: Oru Thai Makkal
- 1971: Rickshawkaran
- 1970: En Annan
- 1970: Engal Thangam
- 1970: Koi Ghulam Nahin
- 1970: Thalaivan
- 1970: Thedi Vanda Mappillai
- 1969: Adimai Penn
- 1969: Mattukkara Velan
- 1969: Nam Naadu
- 1968: Kanavan
- 1968: Kannan En Kathalan
- 1968: Kathal Vaghanam
- 1968: Kudiruntha Koil
- 1968: Oli Vilakku
- 1968: Pudhiya Bhoomi
- 1968: Rahasya Police 115
- 1968: Ther Thiruvizha
- 1967: Arasa Kattali
- 1967: Kavalkaran
- 1967: Konte Pilla
- 1967: Thaikku Thalaimagan
- 1967: Vivasayee
- 1966: Anbe Vaa
- 1966: Chandorodyam
- 1966: Muharassi
- 1966: Naan Anaittal
- 1966: Nadodi
- 1966: Parakkum Pavai
- 1966: Petral Than Pillayya
- 1966: Thali Bhagyam
- 1966: Thanipiravi
- 1965: Aasai Mugam
- 1965: Ayirathil Oruvan
- 1965: Enga Veetu Pillai
- 1965: Kalankari Vilakkam
- 1965: Kannithai
- 1965: Panam Padaithavan
- 1965: Thazampoo
- 1964: Deiva Thai
- 1964: En Kadamai
- 1964: Padakottai
- 1964: Panakara Kudumbam
- 1964: Thayin Madiyil
- 1964: Thozhilali
- 1964: Vettaikaran
- 1963: Ananda Jyoti
- 1963: Dharmam Thalai Kakum
- 1963: Kalai Arasi
- 1963: Kanchi Thalaivan
- 1963: Koduthu Vaithaval
- 1963: Needhikkupin Pasam
- 1963: Panathottam
- 1963: Parisu
- 1963: Periya Idathu Penn
- 1963: Raj Mahal
- 1962: Hamen Bhi Jeene Do
- 1962: Kudumba Thalaivan
- 1962: Madappura
- 1962: Pasam
- 1962: Rani Samyuktha
- 1962: Thayai Katha Thanayan
- 1962: Vikramadithan
- 1961: Arasilankumari
- 1961: Nallavan Vazhvan
- 1961: Shabash Mappillai
- 1961: Thaai Sollai Thattathey
- 1961: Thirudathe
- 1960: Baghdad Thirudan
- 1960: Mannathi Mannan
- 1960: Raja Desingu
- 1959: Thaai Magalukku Kattiya Thali
- 1958: Nadodi Mannan
- 1957: Chakravarthi Thirumagal
- 1957: Mahadevi
- 1957: Pudumaipithan
- 1957: Rajarajan
- 1956: Gul-E-Bakavali
- 1956: Madurai Veeran
- 1956: Thaikku Pinn Tharam
- 1955 lub 1956: Alibabhavum Narpathu Thirudargalum
- 1954: Kundukkili
- 1954: Malaikallan
- 1953: Jenova (w malajalam)
- 1953: Genova
- 1953: Naam
- 1953: Panakkari
- 1952: Andaman Kaithi
- 1952: En Thangai
- 1952: Kumari
- 1951: Ektha Raja (w hindi)
- 1951: Marmayogi
- 1951: Sarvathikari (w telugu)
- 1950: Manthiri Kumari
- 1950: Maruthanattu Ilavrasi
- 1949: Ratna Kumar
- 1948: Abhimanyu
- 1948: Mohini
- 1948: Raja Mukthi
- 1947: Paithiakaran
- 1947: Raja Kumari
- 1946: Shri Murugan
- 1945: Meera
- 1944: Salivahanan
- 1943: Harishchandra
- 1942: Thasippen
- 1941: Ashok Kumar
- 1941: Vedavathi
- 1939: Maya Machhindra
- 1939: Prahlada
- 1938: Dakshayagnam
- 1938: Veer Jagdish
- 1936: Abhimanyu
- 1936: Iru Sahodarargal
- 1935 (lub 1936): Sati Leelavati

Źródła:

#### Filmy w telugu
Zrealizowane na podstawie tamilskiego oryginału, często wiele lat po jego premierze.
- Alibaba
- Sagasa Veerudu
- Rajaputhiri Ragasiyamu
- Mahadevi
- Veerakatkam
- Anaganga Oka Raju
- Baghdad Kaja Dhonga
- Desingu Raju Katha
- Kathi patina thaithu
- Jebu Dhonga
- Yennakakka Veerudu
- Veera Puthrudu
- Bagiya Vanthalu
- Itharu Kodukalu
- Rajathi Raju Katha
- Athirstavathi
- Thiyaga Murithulu
- Ananda Jothi
- Hantheru Devvaru
- Thongalu Pattina Thora
- Thonga Notalu
- Indi Dhonga
- Mukaramaiulu Moodu aithulu
- Veeramarthanda
- Karanaa Hathakudu
- Katha Nayakudu Katha
- Kalam Marienthi
- Eavara Sri
- Dhanamay prapanja leela
- Kalachakaram
- Anthulayani Hanthudu
- Pellandapayam
- Namatyenday
- Kondi Billa
- Sabash Ranga
- Thopidi Dhongalu
- Visithira Sotharalu
- Mangalya Vijayam
- Srimanthalu
- Thopagu Thoppa
- Driver Mohan
- Konda Veeti Simmam
- Prema Manasulu
- Everipappai
- Visithira Vivagam
- Kadachari 115
- Secundarabab CID
- Pandhipottu Bayangar
- Prana Snekithalu
- Logam Suttina Veerudu
- Kaithi Pentli
- Manjikosam
- Rangkola Rani
- Kashmir Pulludu
- Prema Dharma
- Vanjrala Thonga
- Ethiruleni Kathanayakudu
- Dharmathmudu
- Andamola Sabatham

Źródła:

#### Filmy w hindi
Zrealizowane na podstawie tamilskiego oryginału, rok, kilka lub kilkanaście lat po jego premierze.
- 1976: Love In Kashmir
- 1975: Rangeen Duniya
- 1974: Akri Nishan
- 1970: Koi Ghulam Nahin
- 1966: Nartaki Chitra
- 1962: Meri Bahen
- 1961: Baghdad
- 1956: Kul-E-Bakawali

Źródła:

### Reżyser
- 1977 (lub 1978): Maduraiyai Meeta Sundara Pandian
- 1973: Ulagam Sutrum Valiban
- 1962: Hamen Bhi Jeene Do
- 1958: Nadodi Mannan

Źródła:

### Producent
- 1958: Nadodi Mannan
- 1969: Adimai Pen
- 1973: Ulagam Sutrum Valiban

Źródła:

### Scenarzysta
- Kanavar
- 1958: Nadodi Mannan

Źródła:

### Filmy nieukończone bądź niezrealizowane
- 1942: Saya
- Annavin Thambigal
- 1970: Yesunathar
- Veluthevan
- Paramapitha
- 1969: Inaintha Kaigal
- Malai Nattu Ilavarasan
- Sirikum Silai
- Thungathae Thambi Thungathae
- Silambu Kugai
- Nadodiyin Magan (druga część Nadodi Mannan)
- Oru Pennin Kathai
- Makkal En Pakkam
- Aada Piranthaval
- 1974: Samoogame Naan Unakke Sondham
- Maru Piravi
- Gangaiyilirundhu Kremlin Varai
- Puratchi Piththan
- Nammai Pirikka Mudiyathu
- Thanthiyum Makanum
- Namma Vaththiyaar
- Naanum Oru Thozhilali
- bez tytułu, produkowany przez Oriental Pictures
- bez tytułu, produkowany przez Venus Pictures
- Kizhaku Aprikavil Raju (druga część Ulagam Sutrum Valiban)
- 1978: Unnai Vidamatten
- Ellai Kavalan
- Vaazhu Vaazhavidu

Źródła: